# 부채꼬리딱새류
부채꼬리딱새류(Fantails)는 참새목의 부채꼬리딱새속(Rhipidura)에 속하는 작은 식충성 조류의 일종이다. 오스트레일리아와 동남아시아 그리고 인도아대륙에서 발견된다. 대부분의 종은 몸길이가 약 15~18 cm 정도이고, 길고 둥근 모양의 꼬리를 흔들며 펴는 습성때문에 "부채꼬리"(fantails)라는 이름이 붙여졌다.

## 하위 종
| - R. albicollis - R. albiscapa - R. albogularis - R. albolimbata - R. atra - R. aureola - R. brachyrhyncha - R. cockerelli - R. cyaniceps - R. dahli - R. dedemi - R. diluta - R. drownei - R. dryas - R. euryura | - R. fuliginosa - R. fuscorufa - R. hyperythra - R. javanica - R. kubaryi - R. lepida - R. leucophrys - R. leucothorax - R. maculipectus - R. malaitae - R. matthiae - R. nebulosa - R. nigrocinnamomea - R. opistherythra - R. perlata | - R. personata - R. phasiana - R. phoenicura - R. rennelliana - R. rufidorsa - R. rufifrons - R. rufiventris - R. semirubra - R. spilodera - R. superciliaris - R. superflua - R. tenebrosa - R. teysmanni - R. threnothorax |